# Hrabstwo Millard
Hrabstwo Millard (ang. Millard County) – hrabstwo w stanie Utah w Stanach Zjednoczonych. Siedzibą hrabstwa jest Fillmore a jego największym miastem jest Delta.

## Miasta
- Delta
- Fillmore
- Hinckley
- Holden
- Kanosh
- Leamington
- Lynndyl
- Meadow
- Oak City
- Scipio

## CDP
- Deseret
- Oasis
- Sutherland